# Arthur Mattuck
Arthur Paul Mattuck (Brooklyn, 11 de junho de 1930 – 8 de outubro de 2021) foi um matemático estadunidense, que trabalhou com geometria algébrica.

## Formação e carreira
Mattuck estudou no Swarthmore College com um bacharelado em 1951, obtendo um doutorado em 1954 na Universidade de Princeton, orientado por Emil Artin, com a tese Abelian varieties over p-adic ground fields. No pós-doutorado esteve na Universidade Harvard e foi de 1955 a 1957 C.L.E. Moore instructor no Instituto de Tecnologia de Massachusetts (MIT). Lá foi em 1958 professor assistente e em 1965 professor pleno. Mattuck dirigiu de 1984 a 1989 a faculdade de matemática do MIT. Em 1972 e 1978 recebeu a cátedra Class of 1922 por sua renovação do curso de matemática no MIT. Em especial desenvolveu o curso de análise e publicou também sobre métodos de ensino. É fellow da American Mathematical Society.
Em 1958 com John T. Tate derivou a desigualdade de Guido Castelnuovo e Francesco Severi (Castelnuovo 1906) para correspondências de curvas sobre corpos algebricamente fechados a partir do teorema de Riemann-Roch. Alexander GrothendieckAlexander Grothendieck analisou a prova e a simplificou ainda mais. A desigualdade de Castelnuovo-Severi desempenha um papel importante na prova de André Weil da conjectura de Riemann sobre corpos funcionais.
Morreu em 8 de outubro de 20021, aos 91 anos de idade.

## Obras
- Introduction to Analysis, Prentice Hall 1999
- com John T. Tate On the inequality of Castelnuovo-Severi, Abhandlungen Mathematisches Seminar Universität Hamburg, Volume 22, 1958, p. 295–299